# أحلام سارة (مسلسل)
أحلام سارة مسلسل مصري عرض عام 2005 

## طاقم العمل

### الممثلين
- ندى بسيوني
- محمد رياض
- جيهان فاضل
- علا غانم
- أحمد خليل
- خيرية أحمد
- سامح السيد
- أحمد سلامة
- أحمد شاكر
- أحمد الشافعي
- أميرة نايف
- إيمان رجالي
- سمية الإمام
- نوال سمير
- جليلة محمود
- ألفت سكر
- عايدة فهمي
- عادل برهام
- عادل عطية
- حمدي شرف الدين
- صلاح الحسيني
- ممدوح ياسين
- فيولا
- نورهان وجيه
- عبدالرحمن حسن
- محمد سيد
- محمد صلاح
- جمال يوسف
- أمل عبدالحميد
- حسين الشريف
- كمال الديساوي
- نصر سيف
- سامية كاشير
- سامح عبداللطيف
- أشرف صيام
- أنور حسونة
- جمال حجاج
- محمد منصور
- محمد حسن
- صفوت قطان
- مهدي عباس
- حمدي حفني
- مصطفى توفيق
- عبدالحميد سند
- كمال الألفي
- أحمد صبح
- سيد عبدالفتاح
- محمد عابدين
- أسامه صلاح
- وليد صلاح
- بهاء بيومي
- نجوى إبراهيم
- عاطف رسمي

### تصوير
- أحمد عسر   (مدير الإضاءة)
- حسام حسن.   (مدير الإضاءة)
- ممدوح الزهار   (مصور)
- عماد عثمان   (مصور)
- مجدي كشك   (مصور)
- وحدي يوسف   (مصور)

### مونتاج
- فؤاد اللمعي   (مونتير)
- سعد حسونه (مونتير المقدمة والنهاية)
- متولي عبد المنعم (مونتير إلكتروني)
- مصطفى لطفي   (مونتير إلكتروني)
- يحيى شعبان   (مونتير إلكتروني)

### موسيقى
- عبدالرحمن الأبنودي (أشعار)
- أمير عبد المجيد   (الألحان والموسيقى التصويرية)
- علي الحجار   (غناء)
- سمير زين (إعداد الموسيقى)

### إخراج
- عيلة ياسين (مخرج)
- محمد سعيد (مخرج منفذ)
- رأفت وجدي (مساعد مخرج)
- سارة وفيق (مساعد مخرج)

### ملابس
- شكرية راغب   (رئيس ورشة الأزياء)
- ماجدة عزب (كبير مصممي الأزياء)
- عزيزة علي البنا   (تنفيذ الأزياء)

### صوت
- أسعد عبد المجيد   (مراقبة الصوت)
- سيد عباس   (مراقبة الصوت)
- سمير زين   (مكساج)

### إنتاج
- شركة صوت القاهرة للصوتيات والمرئيات (منتج)
- محمد زكي   (رئيس قطاع الإنتاج)

### تأليف
- عبد الوهاب مطاوع   (مؤلف)
- أحمد بشري   (سيناريو وحوار)

### ماكياج
- نادية عبد الله   (مدير إدارة المكياج)
- إبراهيم السيد   (ماكيير)

### كاستينج
- محمود وجدي   (ريجيسير)

### جرافيكس
- سعد حسونة   (جرافيكس)

### تصميم
- فؤاد اللمعي   (تصميم المقدمة والنهاية)

### توزيع
- قطاع الشئون المالية والاقتصادية - اتحاد الإذاعة والتلفزيون (ج.م.ع). (موزع)

### ديكور
- محمد همام   (مهندس الديكور)